# 土井ヶ浜遺跡
土井ヶ浜遺跡（どいがはまいせき）は、山口県下関市豊北町土井ヶ浜にある弥生時代前期から中期の墓地遺跡である。「戦士の墓」あるいは「英雄の墓」などと呼ばれる。「土井ケ浜遺跡」の指定名称で国の史跡に指定されている。

## 概要
土井ヶ浜遺跡の発見は、1930年（昭和5年）まで遡る。同年晩秋夕刻、神玉小学校教諭の河野英男により、砂丘中に6体の人骨が入った石棺が露出しているのが確認された。翌1931年（昭和6年）3月、旧山口高等学校（山口大学文理学部）の小川五郎・旧京都帝国大学（京都大学）の三宅宗悦らにより人骨収集と学会報告が行われ、「土井ヶ浜遺跡」と命名された。
戦後、神玉中学校教諭の衛藤和行(画家の衛藤寿一)が砂丘で収集した人骨や土器の破片を九州大学医学部に届けた事を契機に、1953年（昭和28年）に九州大学医学部教授の金関丈夫を中心とし、日本学術会議・日本考古学協会の協力の下で本格的な発掘調査が5年間に渡って行われた。その成果により、1962年（昭和37年）に砂丘の一部が国の史跡「土井ケ浜遺跡」に指定された。現在では遺跡のほぼ全域が「土井が浜弥生パーク」として整備され、「土井ヶ浜遺跡・人類学ミュージアム」が造られている。

## 立地
土井ヶ浜遺跡は響灘の海岸から300メートルほど入ったところにある。海岸沿いに砂丘があり、それに直交するようにもう一つの砂丘がある。この海岸と直角にある砂丘を利用して墓地がある。東西約120メートル、南北約40メートルほどの広さである。
これまでに延べ19回の学術調査が行われ、300体を超える弥生人の骨が見つかっている。砂の中に混じっている貝殻の石灰分が骨のカルシウム分の保存に適し、人骨の保存状態が良好である。出土した人骨の形質が縄文人のそれと異なることから、土井ヶ浜遺跡は稲作文化とともに中国大陸側から渡来した弥生人の墓地として注目されてきた。
埋葬の様子は、砂地を掘り、その中に遺体を安置し、砂で覆う簡単なものが大半である。他に箱式石棺や石囲い、四隅や頭辺・足元などに配石するなどである。簡単な墓標を設けているものなどが見られる。弥生の被葬者は、頭を東に向け、両手を胸で合わせ、足をやや折り曲げて足首を縛った仰臥の姿勢をしている。本遺跡の被葬者も共通している。抜歯も多く見られ、体を切断された遺体もある。

## 鵜を抱く女
1953年（昭和28年）の第1次調査で壮年の女性人骨で、胸部から鳥の骨が検出されたことから鳥を抱いて埋葬されたものと考えられている（1号人骨）。弥生時代の人々は、鳥を神の国と人の世を仲立ちする使者と考えていたことが判っている。このことから、この人骨は、特別な霊的能力を持った女性シャーマンの埋葬例ではないかと推定されている。また、鵜が水田稲作を行う集団にとって特別なトリとみなされていたと推定されている。鵜の羽は安産のための霊的な力を持つということが『記・紀』のなかで語られている。

## 戦士の墓
「英雄」は78人以上の人々と共に海岸の墓地に眠っていた弥生前期の人で、1954年（昭和29年）の第2次調査で出土した第124号人骨のことである。この人骨の胸から腰にかけて15本の石鏃が打ち込まれていた。至近距離から打ち込まれたものとされ、土井ヶ浜のムラを守るために戦った戦士であったとも考えられている。彼は体格のいい成人男性であり、右腕に南島産のゴホウラ貝で作った腕輪をしていることから、南方系の人々と関係が深いと推定することができる。

## 混血説と渡来説
土井ヶ浜人は、頭が丸く、顔は面長で扁平であり、四肢骨は長く、男性の平均身長は縄文人より3-5センチメートルほど高く、163センチメートル前後と推定された。このことから金関丈夫は、これらの集団が朝鮮半島からの渡来者と、土着の縄文人との混血であろうと考えた。また、土井ヶ浜人の故郷が朝鮮半島北部と思われることを示唆した。埴原和郎は、中国東北地方、あるいは東シベリアに起源地がある可能性がつよい、混血に対しては、渡来人そのものであると主張し、その証拠に、4世紀の慶尚南道金海の礼安里遺跡の人骨が極めてよく似ている、としている。
しかし、その後、礼安里遺跡人骨との比較分析が行われたが、形質的な同質性をみるに至らなかった。同じ慶尚南道の海岸線にある勒島（ろくしま）などの、比較的土井ヶ浜遺跡と年代の近い人骨との比較では、かなり異なっていることが分かった。
最近の調査で、中国山東省の遺跡で発掘された漢代の人骨資料の中に、土井ヶ浜人ときわめてよく似た形質をもつ資料が多く見つかっている。